# Makai Toshi: Shinjuku
«Сіндзюку — місто демонів» (яп. 魔界都市 (新宿), англ. Demon City Shinjuku) — роман японського письменника Хідеюкі Кікучі у жанрі жахів, опублікований видавництвом Asahi Sonorama в 1982. Це перший роман письменника. У 1988 за сюжетом книги було знято однойменний аніме-фільм, також відомий під назвою Monster City. Деякі сцени з опенінга були згодом використані у фільмі «Джонні-Мнемонік»[джерело?].

## Сюжет
Фільм починається з битви між могутнім демоном, антагоністом аніме, Ребі Ра (також вимовляється як Леві Ра або Деві Да) і представником сил світла — недовговічним героєм Геніхіроу. Ребі Ра дозволив собі стати одержимим, щоб отримати неймовірні сили зла, і тому планує викликати демонів для завоювання світу. Після перемоги над Геніхіроу і знищення Сіндзюку, частини Токіо, руйнівним землетрусом, Ребі Ра зникає, щоб повернутися через кілька років для остаточного здійснення власних планів.
Десять років потому Президент Світу, який відстоює мир на всій планеті, піддається нападу Ребі Ра. У результаті — Президент зачаклований, його захисник не зміг відвернути біду від планетного лідера. Однак, Ребі Ра не знав, що Геніхіроу мав сина, який успадкував його повноваження та багато чого іншого. Після емоційного прохання дочки Президента, Саяки Рами, герой Кіоя Ізайо — самовпевнений, але справедливий, молодий юнак з поганими манерами — слідує за нею до центру зла Сіндзюку, щоб знайти нових союзників і страшних ворогів на цьому шляху.

## Персонажі
- Геніхіроу Ізайо — батько Кіоя Ізайо. Загинув на початку аніме від Ребі Ра.
- Ребі Ра — Темний Лорд, хто бажає отримати владу і завоювати світ. Руйнівник Сіндзюку.
- Кіоя Ізайо — центральний персонаж, син Геніхіроу Ізайо.
- Президент Козумі Рама — Президент Світу, який відповідає за мир на планеті. Батько Саяки Рама
- Саяка Рама — дочка Президента Світу.
- Агуні Рай — захисник Президента.
- Стара жінка — персонаж, що продає інформацію в Сіндзюку.
- Демон-павук — один із трьох основних демонів, викликаних Ребі Ра.
- Ілюзорний демон — один із трьох основних демонів, викликаних Ребі Ра.
- Леді-демон — один із трьох основних демонів, викликаних Ребі Ра.